# Lacrime di sposa
Lacrime di sposa è un film del 1955 diretto da Sante Chimirri.

## Trama
Gianni è un giovane tranviere napoletano che per arrotondare lo stipendio si esibisce come cantante ambulante in ristoranti di lusso, accompagnato dall'amico chitarrista Pasqualino. Malgrado la madre e la fidanzata di Gianni non condividano la sua seconda attività, Gianni continua a frequentare feste e matrimoni. In una di queste occasioni incontra Barbara e Toni, due trafficanti che gli propongono un posto al Mogador dove aver maggior successo; Gianni accetta. Da quel momento il suo carattere cambia, trascura la famiglia e la fidanzata e s'innamora di Barbara. Toni, geloso della loro relazione, uccide Barbara e fa sì che venga incolpato Gianni, il quale viene arrestato. A causa di ciò la madre di Gianni si ammala gravemente, e Fiorella per procurarsi i mezzi necessari per curarla accetta di sposare Toni. Gianni, saputa la notizia da Pasqualino, fugge dal carcere e corre a casa di Toni proprio nel momento in cui questi sta per uccidere Fiorella che ella ha scoperto che il vero assassino è Toni. Gianni si batte per salvare la fidanzata, e durante la lotta la polizia sopraggiunge sparando un colpo di rivoltella che uccide Toni. L'innocenza di Gianni e così riconosciuta.

## Produzione
Il film, a carattere musicale, è ascrivibile al filone dei melodrammi sentimentali strappalacrime, in voga in quegli anni tra il pubblico italiano, in seguito ribattezzato dalla critica con il termine neorealismo d'appendice

## Distribuzione
La pellicola venne distribuita nel circuito cinematografico italiano nel novembre 1955.
Fu in seguito distribuita anche in Francia con il titolo La Bague fatale, il 14 dicembre del 1956.